# 巴甫洛夫鎮
55°47′N 38°39′E / 55.783°N 38.650°E
巴甫洛夫鎮（羅馬化：Pavlovskiy Posad）是俄羅斯莫斯科州的一個城市，位於莫斯科以東68公里、克利亞濟馬河畔。2002年人口約61,982人。
1845年建立。城鎮的土地原來是謝爾吉耶夫鎮修道院的產業，後來被收歸國有，所以並沒有經歷過農奴制度。